# Павлуновский, Иван Петрович
Иван Петро́вич Павлуно́вский (4 [16] августа 1888, село Нижний Реут, Фатежский уезд, Курская губерния — 30 октября 1937, Донской крематорий) — советский политический деятель, революционер, деятель советских спецслужб. Руководитель сибирских чекистов в годы Гражданской войны. Старший брат Н. П. Павлуновского. Расстрелян в 1937 году, реабилитирован посмертно.

## Биография

### Ранние годы
В 1905 вступил в РСДРП(б). Был писцом Курской казенной палаты, письмоводителем у петербургского адвоката, вольнослушателем юридического факультета Петербургского университета.
Во время революции 1905—1907 участвовал в создании военной организации Курского комитета РСДРП. В 1907 арестован и выслан в Вологодскую губернию.
С 1911 на партийной работе в Петербурге, в 1913—1914 был секретарём больничной кассы Путиловского завода.
В 1914 г. призван в армию, окончил школу прапорщиков, служил в гвардейских частях Петрограда и Царского Села, вёл революционную пропаганду.
После Февральской революции председатель Петергофского совета, член президиума Царскосельского совета, а затем член Петроградского совета. В августе 1917 г. командовал отрядом красной гвардии, действовавшим против передовых частей Главковерха Л. Г. Корнилова.
В дни Октября — член ВРК (Военно-революционный комитет) в Петрограде, руководил осадой Владимирского юнкерского училища, вместе с Ф. Ф. Раскольниковым и С. Г. Рошалем командовал отрядами по взятию Гатчины, вместе с Н. В. Крыленко участвовал в ликвидации Ставки Главковерха Н. Н. Духонина. В конце 1917 г. — комиссар отряда балтийских и черноморских моряков в боях под Белгородом, в начале 1918 командир отряда на Украине и в Белоруссии.

### Гражданская война
После Брестского мира — в органах ЧК. С августа 1918 начальник Особого отдела 5-й армии Восточного фронта, возглавлял одно время особый отдел Восточного фронта, затем — председатель Уфимской ЧК. В августе 1919 — феврале 1920 — первый заместитель начальника Особого отдела ВЧК (Ф. Э. Дзержинского). Руководил следствием по делу восстания в фортах «Красная Горка» и «Серая лошадь», арестами военспецов в Полевом штабе РККА; во время Мамонтовского рейда — ликвидацией «Национального центра», «Добровольческой армии Московского района».

### В Сибири

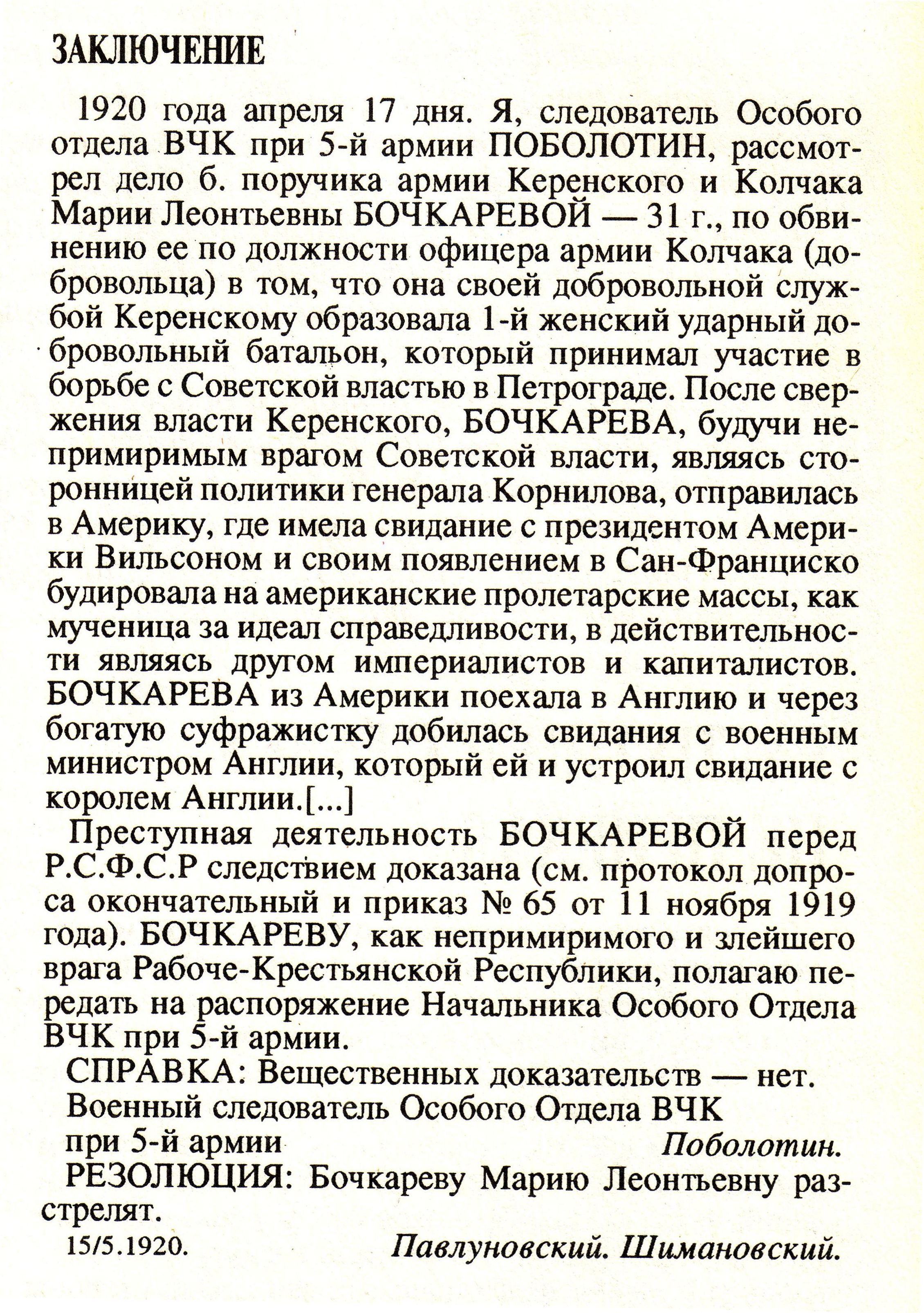
Приговор ВЧК 5 армии по делу Марии Бочкарёвой с подписью Павлуновского

С начала 1920 — полномочный представитель ВЧК (потом ОГПУ) по Сибири. Задачей Павлуновского было установить контроль ВЧК над местными сибирскими ЧК, до того действовавшими автономно. Прибыл в Омск в марте 1920 года. С собой в Сибирь Павлуновский привёз небольшую команду. включавшую: управделами М. Т. Ошмарина, следователя Т. Т. Сманцера, начальника тюрьмы Э. Я. Зорка, коменданта Ф. М. Гуржинского, заведующего кладовой П. Г. Федосеева. Жена Павлуновского Мильда Дзелтынь стала секретарём полпредства и руководителем шифровального отделения. Летом 1921 полпредство ВЧК переехало из Омска в Новониколаевск. В сентябре 1921 организовал показательный судебный процесс и расстрел Романа Унгерна. По его резолюции также были расстреляны бывший начальник Пермской железной дороги Николай Бобин и Мария Бочкарёва.
C 1920 был членом Сибирского бюро ЦК РКП(б), с 1922 одновременно — уполномоченным Наркомата путей сообщения по Сибири, в 1922 возглавил т. н. Сибпятёрку — чрезвычайную комиссию по вывозу хлеба из Сибири, в 1925 году избран членом президиума Крайисполкома Сибирского края.
Из характеристики на Павлуновского Сиббюро ЦК РКП(б): «В политической обстановке ориентируется легко и быстро. Марксистская подготовка достаточная. Выдержан и устойчив. В отношении парторганов дисциплинирован. Энергичен и настойчив. С точки зрения коммунистической этики безупречен».

### В Закавказье
С января 1926 — полномочный представитель ОГПУ в Закавказье. Меркулов так вспоминал работу Павлуновского в этот период. 
Председателем Зак. ГПУ был прислан некий Павлуновский, который всем нам, начальникам отделов, не понравился. Мы не любили к нему ходить на доклад, так как он плохо разбирался в сложных условиях Грузии и Закавказья, а оперативную работу знал слабо. Конечно, и Берия, по своему обыкновению, всячески старался дискредитировать Павлуновского в наших глазах. Отношения с Павлуновским Берия и всего аппарата обострились.
Бывший работник Закавказского ГПУ Г. Цатуров в 1953 году показывал: «Берия упорно добивался поста председателя Закавказского ГПУ. К Павлуновскому он относился недоброжелательно и вел против него различные интриги. По слухам я знал, что по инициативе Берия на Павлуновского было подано заявление в крайком ВКП(б), которое было подписано приближенными к Берия лицами… что Павлуновский не считается с местными кадрами, не знает местных условий работы».
В 1927 у Павлуновского произошёл серьёзный конфликт с Берией, и его удалили из Закавказья. Но, работая там, Павлуновский успел сблизиться с  Г. К. Орджоникидзе — и в последующие годы замещал его в НК РКИ и Наркомтяжпроме (первый зам по оборонной индустрии).

### Работа в промышленности
В 1928—1930 работал в наркомате РКИ, был заместителем наркома. С 1930 на ответственной работе в Наркомтяжпроме. С 1930 член Президиума ВСНХ СССР. С 1932 года — заместитель наркома тяжелой промышленности СССР. В 1927—1934 член Центральной контрольной комиссии ВКП(б). С 1934 — кандидат в члены ЦК ВКП(б).

### Гибель
Арестован 28 июня 1937 года. Внесен в Сталинский расстрельный список от 3 октября 1937 г. («за» 1-ю категорию Сталин, Молотов, Каганович, Ворошилов). 29 октября 1937 г. Военной коллегией Верховного Cуда СССР приговорён к смертной казни, расстрелян 30 октября 1937 года вместе с группой заслуженных партийных деятелей, членов и кд в члены ЦК ВКП(б). Место захоронения — «могила невостребованных прахов» № 1 крематория Донского кладбища. Посмертно реабилитирован ВКВС СССР 26 ноября 1955 года.

## Награды
- Орден Красного Знамени[10]
- Орден Трудового Красного Знамени[11]
- Орден Красной Звезды